# Esigenza Triangolo
Esigenza Triangolo era il nome di un piano di contingenza italiano predisposto al fine di impartire alle forze armate linee guida coordinate nel caso di un'insurrezione armata interna. Non è noto a quando ne risalga la stesura.
Era conservato in ogni caserma dell'esercito e dei carabinieri, in buste sigillate.

## Storia
Secondo il racconto di Amos Spiazzi, tenente colonnello di artiglieria, l'apertura delle buste fu ordinata col fonogramma "attuate Esigenza Triangolo" alle ore 20:45 del 7 dicembre 1970, in seguito al tentativo di colpo di Stato noto oggi come golpe Borghese. Il fonogramma era preceduto dalla parola d'ordine e, nota lo Spiazzi, non era seguito dalla parola "esercitazione"; fu perciò interpretato come operativo e ne fu diramata conferma dalla catena gerarchica. Il fonogramma però non giunse attraverso la ordinaria procedura dei vertici militari, ma direttamente dal SID. Spiazzi fece muovere il suo reparto, il II Gruppo artiglieria da 105/22 dell'11º Reggimento artiglieria da campagna, dalla Caserma "G. Duca" di Montorio Veronese, dov'era di stanza, in direzione di Sesto San Giovanni. Il piano fu interrotto a notte fonda, mentre era in piena attuazione, con le forze armate nazionali già mobilitate (anche all'Accademia militare di Modena e all'Arsenale di Venezia testimoni riferirono l'allestimento di postazioni di mitragliatrice).
Spiazzi, che era peraltro membro del Fronte Nazionale, era stato informato da fonti monarchiche (era anche simpatizzante di questa fazione) che per l'8 dicembre il FN aveva organizzato una manifestazione di protesta per la visita di Tito in Italia; sospettò trattarsi di una trappola e tramite un comune conoscente richiese un contatto con Junio Valerio Borghese per avvertirlo dei suoi sospetti, ma egli non diede peso alla segnalazione. Analoga telefonata Borghese ricevette dal colonnello Giuseppe Claudio Condò, giudice del tribunale militare e collaboratore del SID. Dopo la telefonata di Condò, Borghese spiegò ai suoi uomini che il golpe non sarebbe stato portato a compimento perché mancava il sostegno delle forze armate. Quasi contemporaneamente, verso la mezzanotte il piano fu annullato ed i reparti furono fatti rientrare col fonogramma "esercitazione".